# King Kong 2
King Kong 2 (King Kong Lives) è un film del 1986 diretto da John Guillermin, sequel di King Kong del 1976, sempre prodotto da Dino De Laurentiis.

## Trama
Dopo dieci anni da quando King Kong sembrava essere stato ucciso, si scopre che questi è ancora vivo, in stato di coma, presso un istituto universitario di medicina situato nello stato della Georgia. 
L'esploratore Hank Mitchell, durante una battuta di caccia nel Borneo, trova un esemplare femmina della stessa specie di Kong e decide di catturarla e cederla per un'ingente somma di denaro alla stessa università medica dove viene tenuto in vita il gigantesco gorilla. Qui, difatti, verrà utilizzato il plasma della femmina (denominata Lady Kong) per consentire l'operazione di trapianto di cuore che permetterà a Kong di svegliarsi dal coma e "vivere" nuovamente.
L'operazione ha buon fine e il primate da lì a breve riprenderà conoscenza, innamorandosi della femmina con la quale scapperà rifugiandosi sulle montagne.
A cercare di catturare le due scimmie si interessa l'esercito capitanato dallo spietato colonnello R.T. Nevitt intenzionato, nonostante ordini superiori gli indichino diversamente, ad ucciderli. Anche la dottoressa Amy Franklin, che ha trapiantato il cuore di Kong, e Hank decidono di seguirli per assicurarsi che entrambi possano sopravvivere. L'esercito si getta in forze alla loro caccia. Lady Kong viene catturata e rinchiusa in un nuovo pozzo d'acciaio. Kong, caduto da una scogliera, sembra essere morto, ma appena il suo cuore nuovo riprende forza si rimette in movimento per recuperare la fedele compagna, che si rivela essere incinta di lui.
Kong libera la sua amata, ma viene inseguito dall'esercito, schierato con cannoni e carri armati. Dopo un lungo scontro con i militari, Kong viene abbattuto e cade in una stalla, non prima di aver ucciso definitivamente Nevitt schiacciandolo con un pugno. Qui il gorilla, prima di morire, riesce ad assistere alla nascita del figlio, frutto dell'amore con Lady Kong. Quest'ultima, assieme al proprio cucciolo verranno portati in Borneo da Amy e Hank, dove potranno finalmente vivere in pace.

## Accoglienza

### Incassi
Differentemente dal film di dieci anni prima, che divenne uno dei film di maggiore incasso dell'epoca, King Kong 2 fu un flop economico. Contro un costo di produzione stimato di circa 10 milioni di dollari, il film ne ricavò 4,7 nelle sale degli Stati Uniti (non sono noti gli incassi internazionali).

### Critica
Anche la critica lo stroncò: sul sito Rotten Tomatoes ad esempio detiene un 8% di gradimento basato su 13 recensioni mentre il critico cinematografico Roger Ebert gli assegnò una stella su quattro definendolo "noioso".
(Fantafilm)
Il film fu candidato ai Razzie Awards del 1986 per i Peggiori effetti visivi.

## Altri media

### Videogiochi
Dal film sono stati prodotti due videogiochi usciti solo in Giappone: King Kong 2: Ikari no Megaton Punch e King Kong 2: Yomigaeru Densetsu. Il primo è per la Famicom e il protagonista è Kong che viaggia per il mondo sconfiggendo militari e robot giganti, il secondo è per l'MSX dove  Mitchell è il protagonista, ed è un gioco di ruolo.